# ماريو فان بيبلس
ماريو فان بيبلس (بالإنجليزية: Mario Van Peebles)‏ (و. 1957  م) هو مخرج أفلام، ومخرج تلفزيوني، وممثل تلفزي، وممثل أفلام، من الولايات المتحدة، ولد في مدينة مكسيكو.

## التعليم
تعلم في جامعة كولومبيا.

## وصلات خارجية
- ماريو فان بيبلس على موقع IMDb (الإنجليزية)
- ماريو فان بيبلس على موقع الموسوعة البريطانية (الإنجليزية)
- ماريو فان بيبلس على موقع روتن توميتوز (الإنجليزية)
- ماريو فان بيبلس على موقع مونزينجر (الألمانية)
- ماريو فان بيبلس على موقع ألو سيني (الفرنسية)
- ماريو فان بيبلس على موقع ميوزك برينز (الإنجليزية)
- ماريو فان بيبلس على موقع أول موفي (الإنجليزية)
- ماريو فان بيبلس على موقع قاعدة بيانات برودواي على الإنترنت (الإنجليزية)
- ماريو فان بيبلس على موقع قاعدة بيانات الأفلام السويدية (السويدية)
- ماريو فان بيبلس على موقع إن إن دي بي (الإنجليزية)